# Fotografický deštník

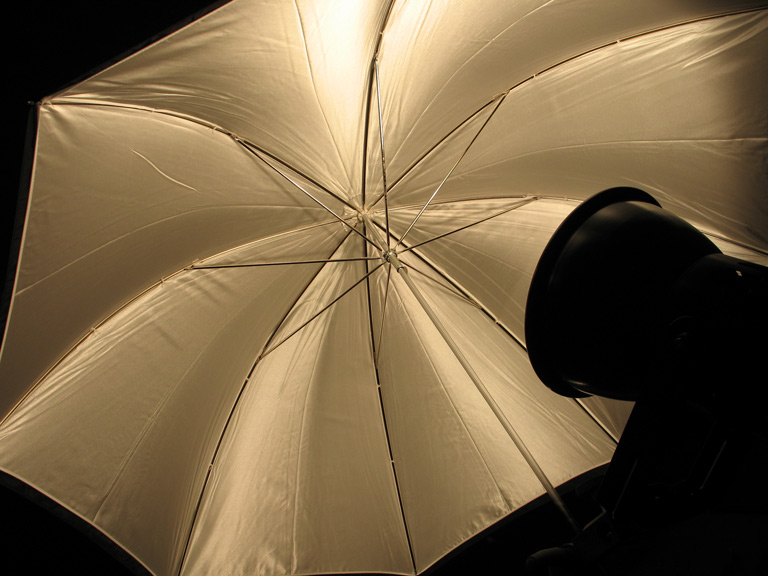
Tradiční reflektor s deštníkem, který se používá k rozptýlení světla z připevněné fotografické lampy

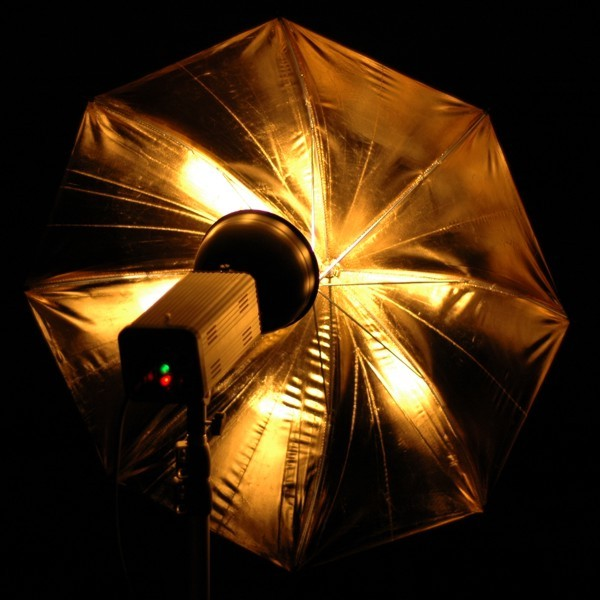
Deštník se zlatým povrchem

Ve fotografii a kinematografii slouží fotografický deštník se speciální odraznou plochou ke směrování světla na daný předmět nebo scénu. Často se používá ve studiovém osvětlení pro změkčení světel a stínů.

## Popis
Deštník je příslušenstvím pro fotografickou techniku. Fotografické deštíky se používají výhradně v kombinaci se zdrojem světla - fotografickým bleskem či trvalým světlem, které emitují světlo. (respektive v nich obsažené zdroje - žárovky či výbojky). Součástí fotografických světel bývá obvykle reflektor, který zajišťuje koncentraci světla v požadovaném směru. Jde o duté zrcadlo, které je umístěné za světelným zdrojem a které odráží světelné paprsky šířící se jiným než požadovaným směrem. Pokud je třeba dosáhnout rovnoběžných paprsků, zrcadlo má tvar paraboly a světelný zdroj je umístěn v jeho ohnisku.
Faktor reflektoru je poměr osvětlení světlometu s reflektorem k osvětlení bez namontovaného reflektoru. Matný reflektor zpravidla má faktor kolem hodnoty 2, vzhledem ke svému většímu rozptylovému účinku, zatímco lesklé nebo kovové odrazky mohou mít koeficient až 6..
Velmi častým příkladem této techniky je tradiční deštníkový reflektor, zpravidla se zlatým, stříbrným nebo matným bílým interiérem, na který je namířena svítilna s kruhovým reflektorem a ve výsledku poskytuje široké a měkké osvětlení.
Reflektory mohou být také použity ke zvětšení velikosti hlavního světelného zdroje, kterému může (nebo nemusí) ponechat přímou cestu na scénu. Změnou vzdálenosti desky reflektoru od zdroje světla se mění efektivní velikost světla.

## Použití
Deštníky používají fotografové jako difúzní zařízení při umělém osvětlení pro dosažení jemných světel a stínů, nejčastěji při pořizování portrétů. Některé deštníky lze použít jako shoot-through, což znamená, že rozptýlené světlo prochází deštníkem a/nebo se může odrážet od vnitřku deštníku. Fotografické deštníky, stejně jako všechny deštníky, mají tendenci chytat vítr, takže každý deštník na stojanu musí být dobře zajištěn, zejména při použití venku, jinak jej může i menší vánek povalit, případně zničit deštník a / nebo jiné zařízení na stojanu.

## Druhy

### Klasické
Transparentní | difuzní – bílý průsvitný deštník. Slouží k rozptýlení a změkčení procházejícího světla. (Neovlivňuje barevnou teplotu zdroje světla)

### Odrazné
Zlatý – fotografický deštník určený k odrazu světla a barevnému posunu teploty zdroje světla. Odražené světlo z tohoto softboxu má díky zlaté vrstvě nižší barevnou teplotu. (Při použití tohoto deštníku dochází k barevnému posunu původního zdroje světla směrem k žlutému spektru)
Stříbrný – fotografický deštník určený k odrazu světla bez barevného posunu teploty zdroje světla. Odražené světlo z tohoto softboxu se díky stříbrné vrstvě chová podobně jako odraz od zrcadla. (Neovlivňuje barevnou teplotu odraženého světla)
Zlato-stříbrný – tento
deštník je kombinací zlatého a stříbrného deštníku. Jeho odepínatelná textilní část má z jedné strany zlatý a z druhé stříbrný povrch. Fotograf si tak může zvolit, jaký typ deštníku použije.
Stříbrný-difuzní – jedná se o klasický stříbrný deštník doplněný o transparentní vrstvu. Na kovové konstrukci
je napnuto bílé difuzní plátno a na přes něj je poté připevněna i druhá
stříbrná vrstva. Vrstvy jsou odnímatelné a lze je použít samostatně jako
transparentní nebo stříbrný deštník.

### Sofboxové deštníky
Odrazný – funguje
na principu softboxu, tedy zdroj světla je umístěn uvnitř deštníku, kde se
odráží od odrazné plochy (zpravidla zlaté) a poté prochází skrze difuzní
plátno, které jej změkčuje. Prakticky se jedná o odrazný stříbrný deštník, který je doplněn o bíle difuzní plátno. Světlo zde je nejprve odraženo od
odrazné plochy a poté prochází difuzním plátnem.
Průsvitný – alternativa k odraznému softboxovému deštníku. Prakticky se jedná o klasický transparentní deštník doplněný o odraznou stříbrnou plochu. U tohoto typu prochází světlo difuzní plochu. Odrazná plocha slouží v tomto případě pouze ke směrování světla a eliminaci nežádoucích odrazů.

## Galerie

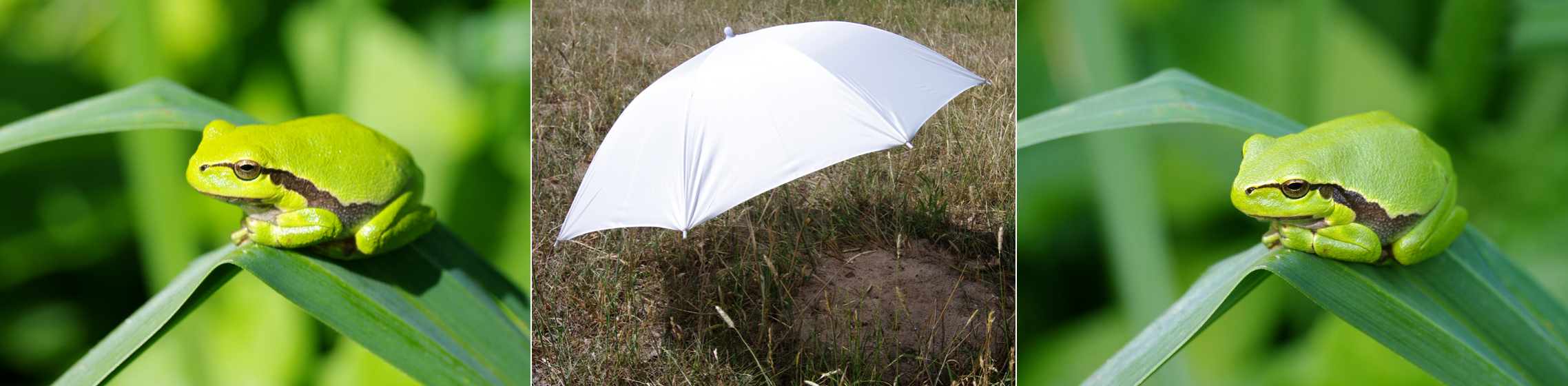
Srovnání snímku pořízeného na plném slunci a s pomocí deštníku jako stínítka
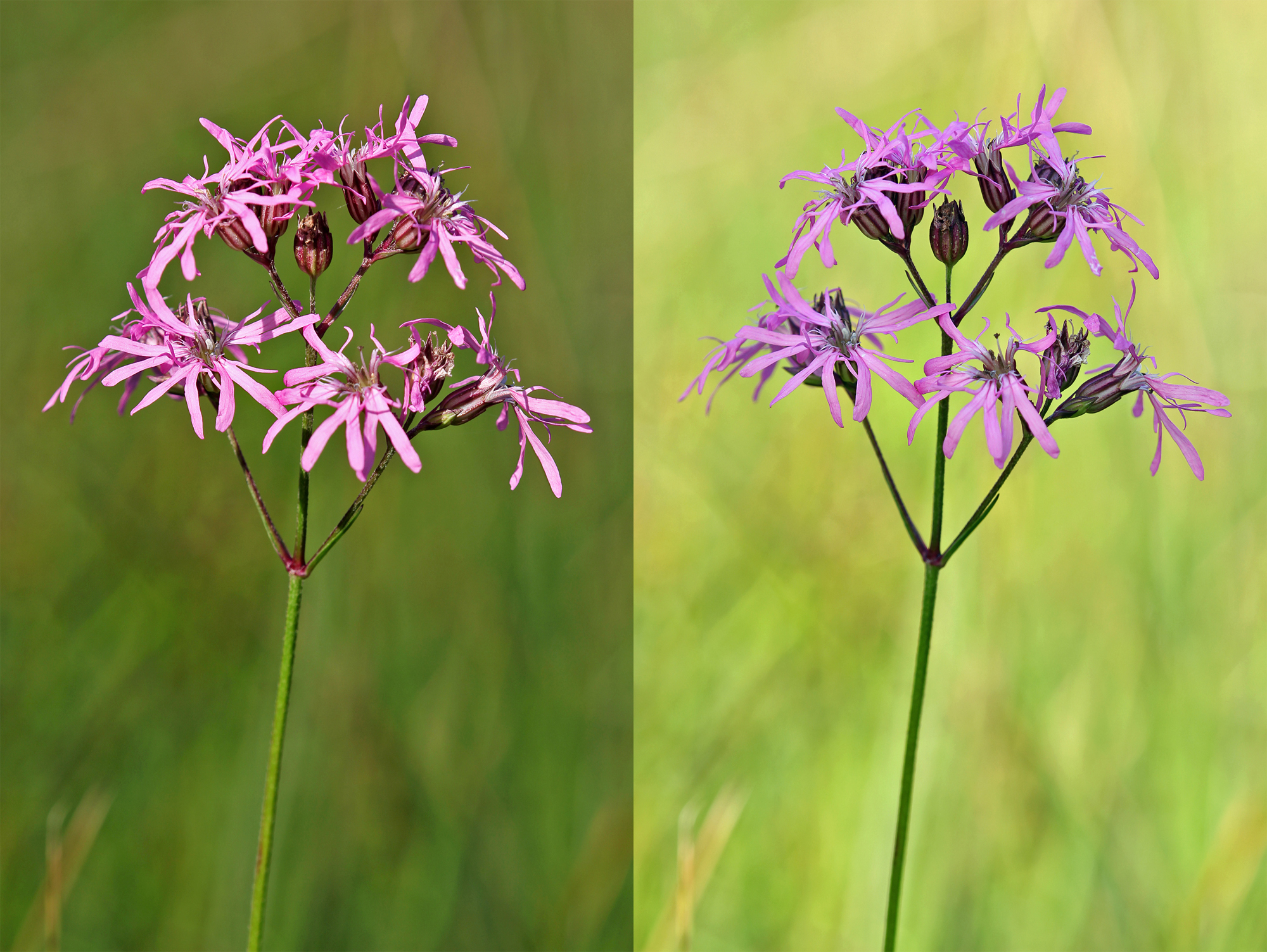
Srovnání snímku pořízeného na plném slunci a s pomocí deštníku jako stínítka
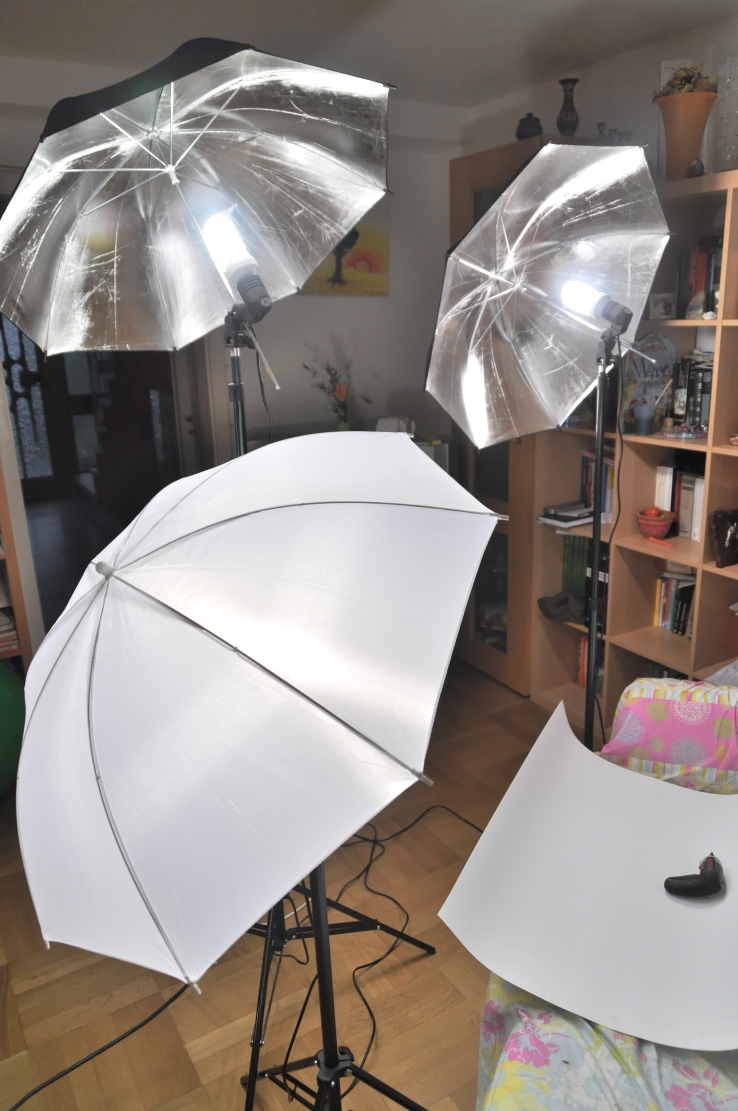
Sada fotografických deštníků v domácím ateliéru
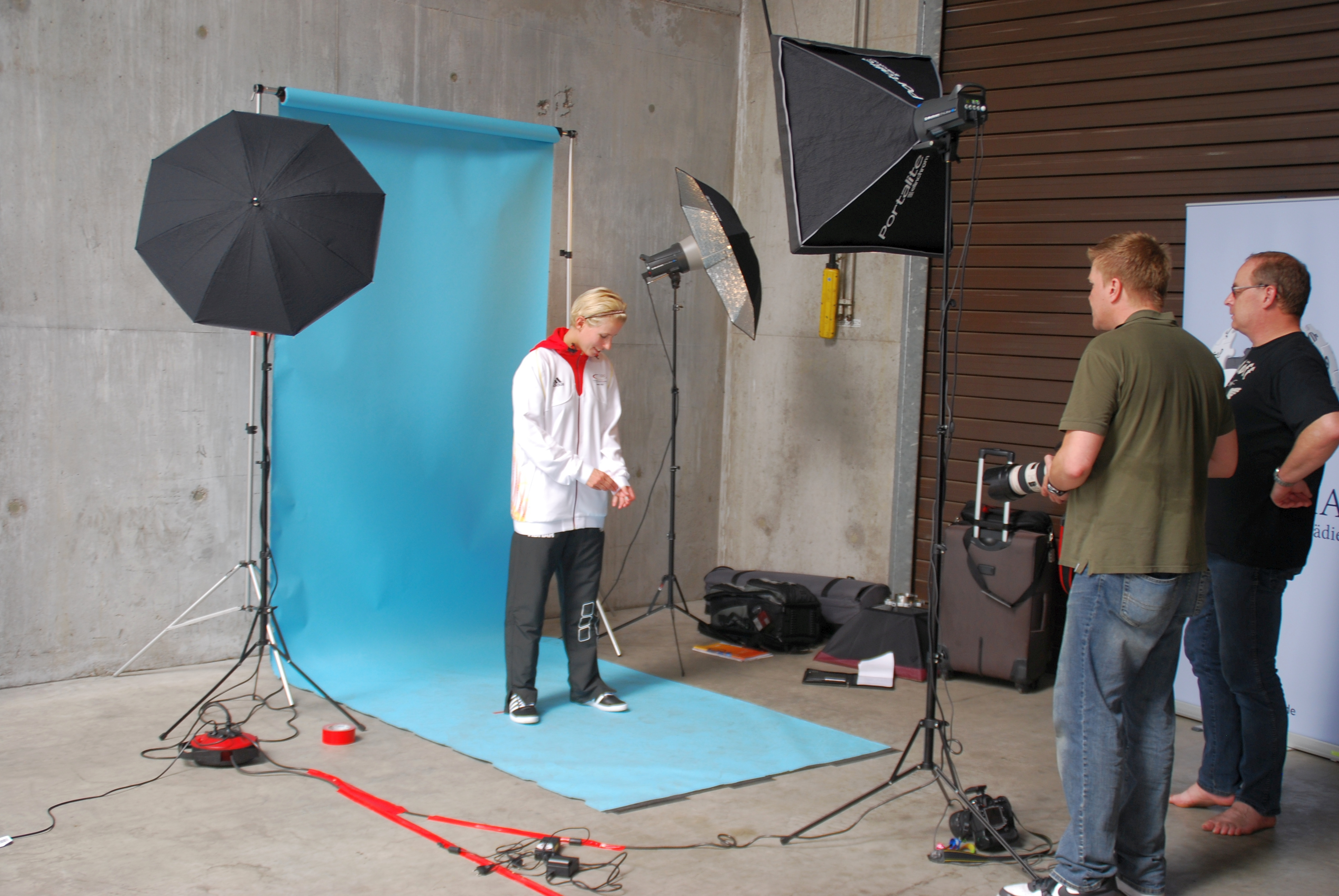
Fotografování oblečení německého olympijského týmu, deštníjky dosvětlují scénu zleva a zprava, hlavní světlo je čtvercový softbox zpředu
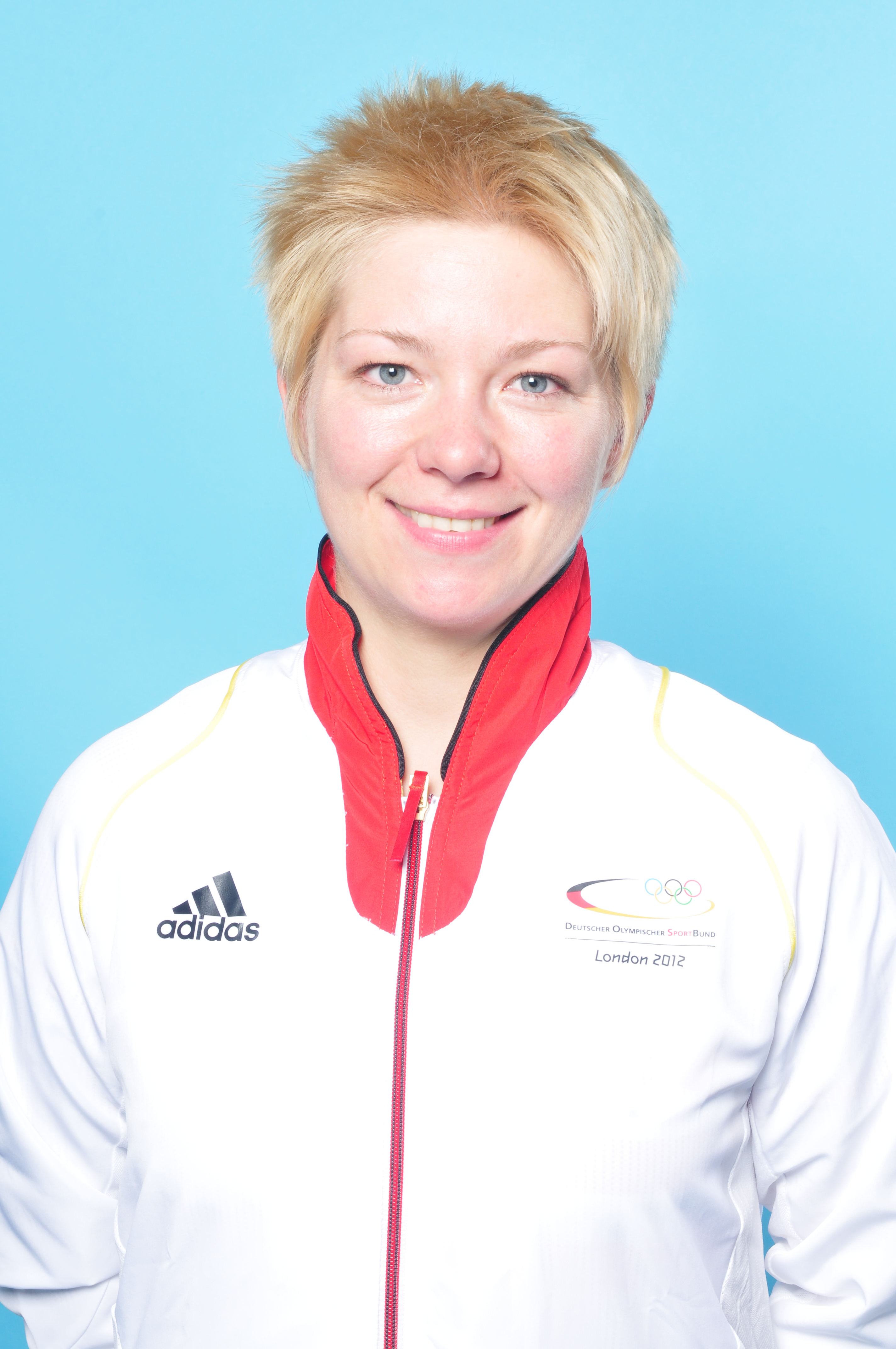
Výsledný snímek obsahuje přepálená místa, fotograf měl příliš otevřenou clonu
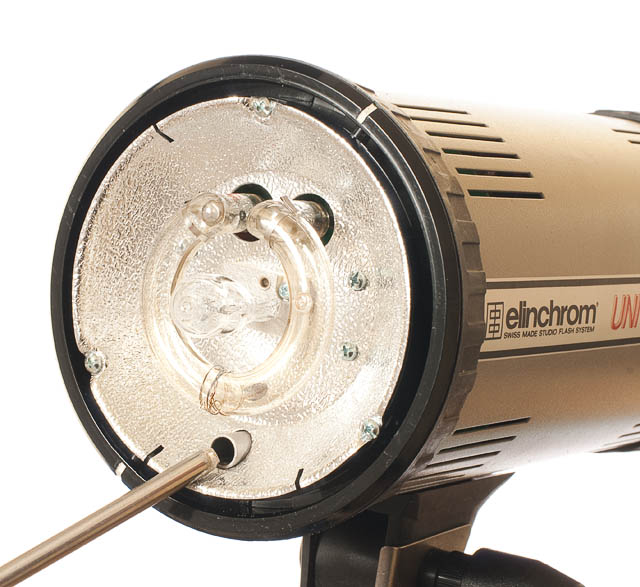
Držák deštníku prochází zábleskovou hlavou Elinchrom
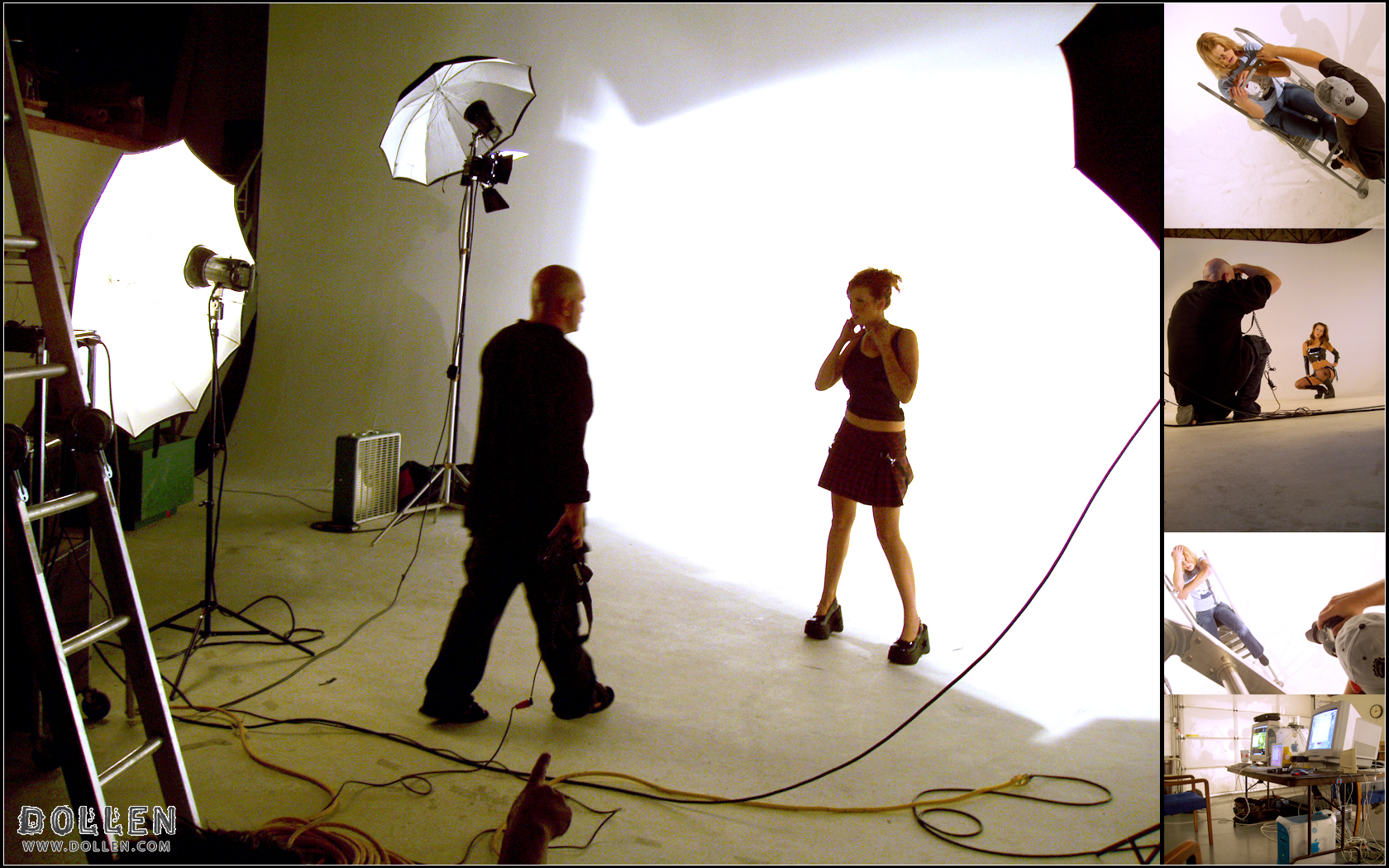
Pohled na vybavení portrétního ateliéru, vlevo dvě zábleskové hlavy s fotografickými deštníky
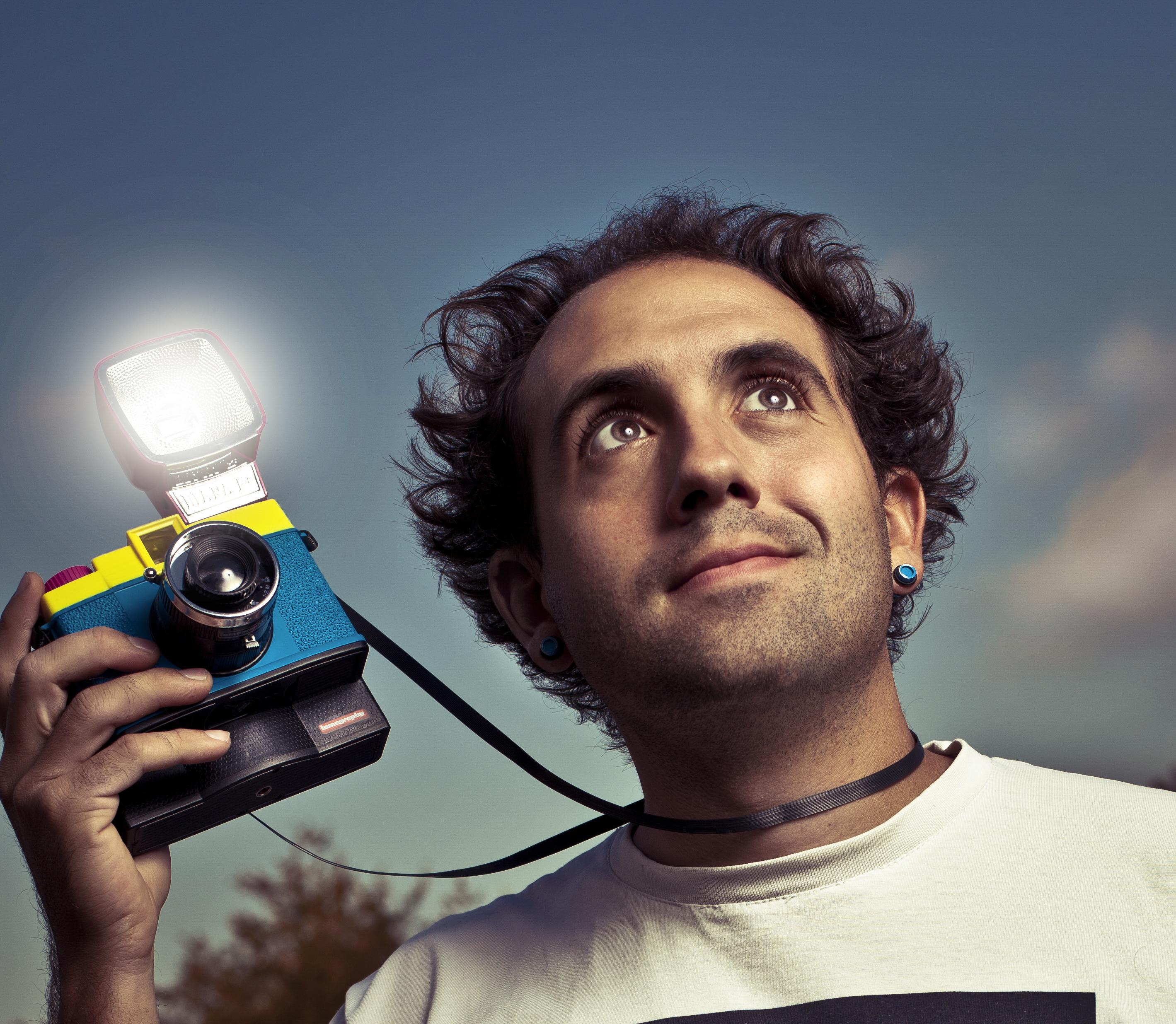
Portrétovanému se v očích odráží tvar deštníku
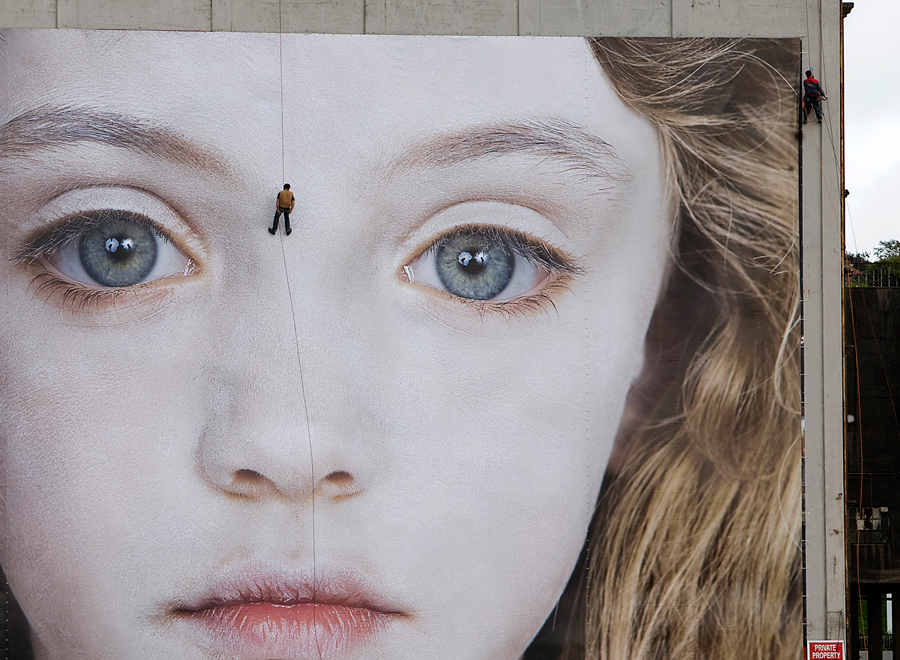
V očích se odráží počet deštníků, Gottfried Helnwein: Poslední dítě